# Mircea Abrudean
Mircea Abrudean (n. 23 iulie 1984, Cluj-Napoca, România) este un politician român din Partidul Național Liberal (PNL), care a fost secretar general al guvernului în Guvernul Ciolacu din 15 iunie 2023. În 21 decembrie 2024 a fost numit în funcția de vicepreședinte al Senatului României iar din iunie 2025 este președintele Senatului, după ce din februarie 2025 fusese interimar.
A absolvit cu o diplomă în Relații internaționale la Universitatea Babeș-Bolyai din Cluj-Napoca și un master în management de proiect la Universitatea Națională de Studii Politice și Administrație Publică din București. Din decembrie 2019 până în februarie 2021 a fost prefect al județului Cluj.

## Intrarea în politică
Mircea Abrudean a fost profesor de istorie în perioada 2003-2009 până când a intrat în politică. Mai întâi a fost membru PDL, însă după desființarea acestuia în 2014, Abrudean se înscrie în PNL. În 2020, Ludovic Orban îl numește vice-președinte al PNL. În perioada 2022-2024 este președinte al Consiliului Național al PNL.